# Bactrocera albistrigata
Bactrocera albistrigata är en tvåvingeart som först beskrevs av Meijere 1911.  Bactrocera albistrigata ingår i släktet Bactrocera och familjen borrflugor. Inga underarter finns listade.